# Escola Andorrana
L'Escola Andorrana és un dels Sistemes educatius d'Andorra, creat el 2 de maig de 1989, via la Llei de l'Escola Andorrana, com a resposta a la reclamació d'un sistema que tingués en compte el fet diferencial andorrà.

## Història

### Antecedents històrics
La voluntat de les autoritats andorranes d'ensenyar les peculiaritats culturals del país ve de lluny. El 8 de maig de 1913, el Consell General d'Andorra acorda que es porti a terme una recopilació dels costums legals del país per ensenyar-los a les escoles.
Més endavant, el 3 d'octubre de 1950, cinquanta anys després de la creació de les primeres escoles franceses i trenta anys després de l'obertura de les primeres escoles espanyoles, el Consell General expressa el seu desig que el català s'ensenyi a les escoles franceses i espanyoles, en tant que llengua oficial del país.
El 15 de maig de 1951, el Veguer francès comunica al Síndic que l'ensenyament de la llengua catalana s'inclouria als programes escolars de les escoles franceses d'Andorra a partir del curs escolar 1951-52. Pel que fa a les escoles espanyoles, segons Roser Bastida, "la tasca del Copríncep Episcopal devia ser molt més difícil, ja que no podent decidir directament havia de negociar la demanda de la Sindicatura amb el govern de Madrid". El 1967, el Consell General va manifestar que aquestes assignatures ni tan sols existien.
Les arrels del sistema educatiu andorrà tal s'entén avui dia es poden trobar l'any 1962 amb les primeres classes de català per a adults que el Consell General va organitzar. Deu anys més tard, l'any 1972, s'aprovà la Nota-Informe amb l'objectiu d'afegir l'àrea de Formació Andorrana als programes d'ensenyament francès i espanyol. Amb aquesta acció es pretén incloure els elements necessaris per transmetre, conservar i enfortir el caràcter i l'esperit andorrans a tots els infants del país. Aquests n'eren els objectius:
- Desenvolupar l'alumne en el marc de la cultura i identitat andorrana.
- Promocionar i enriquir els elements culturals propis de la societat andorrana.
- Adoptar la llengua oficial del país com a llengua pròpia.
- Configurar-se com una escola oberta, establint relacions amb altres institucions del país.
- Proporcionar una formació universal que permeti als alumnes adquirir nous coneixements.
- Definir-se com una escola activa i oberta que integra harmònicament els elements específics i diferencials amb els elements compartits i universals.
- Coordinar el sistema amb els altres sistemes educatius del país per fer possible la seva permeabilitat.
- Aconseguir el domini oral i escrit del català i un domini suficient de dues llengües més (francès, castellà, anglès).
- Individualitzar l'ensenyament.
- Definir-se com una escola integradora que rebutja la dicotomia educació ordinària / educació especial.

### Naixement
A començaments de la dècada dels 80, les escoles existents al país continuaven oblidant aspectes fonamentals de la realitat del país, com ara l'adaptació de les programacions i del material pedagògic a la realitat andorrana, la situació lingüística de l'alumne andorrà i la manca de personal arrelat a Andorra. Així doncs, l'any 1982 el Govern comunicà al Consell General la necessitat de desenvolupar una escola andorrana de nivell maternal. Un dels problemes més greus en l'escolaritat dels infants d'Andorra era les dificultats lingüístiques sorgides d'un desconeixement de la llengua materna d'una banda i, d'altra, de seguir uns sistemes pedagògics que atribuïen a l'infant una llengua materna que no era la seva. L'escola maternal andorrana es creà doncs el curs escolar 1982-83 amb tres seccions, tenint en compte l'ensenyament primari que seguirien després els infants: secció català, secció català-francès i secció català-castellà. Des de la seva creació, l'escola ha tingut una evolució positiva amb un creixement important dels efectius i una gran acceptació per part dels pares.

### Ampliació
El 1985 es va aprovar la voluntat política d'ampliar l'Escola Maternal Andorrana a la primera ensenyança i implantar-la de manera progressiva a diferents poblacions d'Andorra. Amb la creació de la primera ensenyança, es veuria que la divisió en grups de llengües estava produint una important fragmentació social que contradeia la filosofia de l'escola. Aquest contrast era precisament el que l'escola sempre havia volgut evitar i, per fer-ho, es va substituir la divisió en grups per un nou plantejament que afavorís la integració de tots els alumnes en un mateix sistema.

### Consolidació
El 2 de maig de 1989, el Consell General va aprovar la Llei de l'Escola Andorrana, que regeix el sistema educatiu andorrà juntament amb la Llei qualificada d'educació, del 3 de setembre de 1993, i la posterior Llei d'ordenament del sistema educatiu andorrà, del 9 de juny de 1994.
El curs 1991-1992, els poders públics van donar continuïtat a l'oferta educativa dins del sistema andorrà amb estudis de segona ensenyança per als alumnes que acabaven la primera ensenyança. També, des del curs 1995-1996 s'ofereixen estudis de batxillerat.
Entre els anys 1996 i 2000 el Consell General va aprovar els decrets dels programes d'educació maternal, primera ensenyança i segona ensenyança, entre altres programes dels diplomes de tècnics professionals. El programa de segona ensenyança de l'Escola Andorrana significa, doncs, una fita més d'un procés iniciat a la dècada dels 80. Segons la Llei d'ordenament del sistema educatiu andorrà, la segona ensenyança és el nivell del sistema educatiu andorrà que completa l'educació bàsica i clou l'escolarització obligatòria. S'estructura en dos cicles de dos cursos acadèmics cadascun. El segon curs del segon cicle permet oferir matèries opcionals per facilitar la diversificació dels recorreguts formatius de cada alumne, segons els criteris d'atenció a la diversitat i d'orientació acadèmica i professional que estipula l'article 9 de la Llei qualificada d'educació.
Actualment (2016) hi ha centres de maternal, primera i segona ensenyança, batxillerat i formació professional. Hi ha escoles de maternal i primera ensenyança a totes les parròquies d'Andorra, mentre que els alumnes de segona ensenyança es reparteixen entre Santa Coloma, Encamp altrament anomenada EASEE i Ordino. Els alumnes de batxillerat es concentren a La Margineda i els de formació professional a Aixovall.

## Metodologia
La línia pedagògica de l'Escola Andorrana ha seguit essencialment, sobretot en els seus inicis, el mètode Montessori, que es fonamenta en tres principis: la llibertat de l'infant, la recerca del seu interès i el desenvolupament de les seves facultats dinàmiques. En aquesta línia pedagògica, l'ambient i el material són dos elements bàsics. L'escola atribueix una gran importància a l'educació física, a la música i als intercanvis amb l'exterior.
El plantejament educatiu dels centres de l'Escola Andorrana es basa en una concepció constructivista dels processos de desenvolupament i d'aprenentatge. El constructivisme té com a propòsit l'organització de l'ensenyament de manera que els alumnes siguin capaços d'aprendre a aprendre. En aquest sentit, des de l'escola es pretén promoure en l'alumne l'adquisició d'estratègies cognoscitives tant d'exploració i de descobriment, com de planificació i control de l'activitat pròpia.
A partir del curs 2013-2014 es va implantar el Pla Estratègic de renovació i millora del sistema educatiu andorrà (PERMSEA) al primer curs de primer cicle de segona ensenyança. Aquest projecte suposa una renovació dels programes i l'adaptació de la metodologia a la societat actual. La filosofia del nou mètode consisteix a reforçar l'objectiu constructivista que els alumnes aprenguin a aprendre, centrant el procés en l'educació per competències. El projecte del PERMSEA s'ha anat aplicant de manera progressiva als altres cursos. Està previst que a finals del curs 2016-2017 la implantació arribi a tots els cursos de segona ensenyança. Els alumnes s'enfrontaran a situacions complexes que hauran de resoldre amb els coneixements que han après en diferents àrees, anomenats tallers, posant en pràctica allò que han après. Els detalls de l'ordenament d'aquest nou ensenyament es van publicar al Butlletí Oficial del Principat d'Andorra el 4 de març de 2015.

## Formació professional
A inicis de setembre del curs 2004-2005 es va fer realitat l'obertura del centre, amb el Diploma d'Ensenyament Professional en Professions Sanitàries i Socials, fita assolida pel Govern d'Andorra que va veure la necessitat de crear un ensenyament propi adequat a la realitat socioeconòmica del país, que garantís les qualificacions professionals i les necessitats del mercat de treball. Així doncs, el desembre del 2004 entrà en vigor el Decret de creació del Diploma d'Ensenyament Professional.
L'any següent s'inicià la formació de Microinformàtica i Xarxes i el curs 2006-2007. El curs 2007-2008 s'incorporaren al centre les formacions d'Estètica, Cosmètica i Perfumeria i la de secretariat multilingüe. La més novella, Activitats Esportives i de Lleure, es començà el curs 2008-2009. En el decurs del 2012-2013 s'ha avançat considerablement pel que fa a l'actualització i consolidació del marc legal de la Formació Professional.
El maig de 2010 es publica el Decret de creació del Diploma del Batxillerat Professional i el novembre del 2012 se’n publica la darrera versió. Els principals canvis a destacar són:
- La creació de la Prova Oficial de Batxillerat Professional i l'obtenció del Títol de Batxillerat Professional que permet l'accés a l'Ensenyament Superior.
- El Diploma correspon a un nivell 3 del sistema de classificació internacional (CITE) de la UNESCO.

El gener de 2013 es publica l'actualització i millora del Decret de creació del Diploma d'Ensenyament Professional ;
- El Diploma correspon a un nivell 3 del sistema de classificació internacional (CITE) de la UNESCO.

### Estudis DEP
Els Estudis DEP són uns estudis que tenen una duració de dos anys i correspon al primer diploma de formació professional del sistema educatiu Andorrà i de l'educació postobligatòria. Les inicial corresponen a dependencia especial professionalReconeix i sanciona les competències que el titular ha de desenvolupar en l'exercici d'una professió qualificada sota la responsabilitat d'un superior jeràrquic. Es poden cursar cinc diplomes d'ensenyament professional :
- DEP en Activitats esportives i de lleure
- DEP en Estètica, cosmètica i perfumeria
- DEP en Microinformàtica i xarxes
- DEP en Professions sanitàries i socials
- DEP en Secretariat multilingüe

### Batxillerat Professional
- BP en Estètica, cosmètica i perfumeria
- BP en Sistemes i xarxes
- BP Socioeducatiu
- BP en Secretariat multilingüe
- BP en Activitats físiques, esportives i de lleure